# 1525
1525 (MDXXV) a fost un an comun al calendarului iulian, care a început într-o zi de duminică.

## Evenimente
- 8 aprilie: Tratatul de la Cracovia. Document semnat între Regatul Poloniei reprezentat de Sigismund I al Poloniei și Marele Maestru al Ordinului Cavalerilor Teutoni, care a pus capăt oficial Războiului polono-german (1519–1521), în care Cavalerii teutoni au fost învinși.

### Nedatate
- A luat ființă Ordinul fraților capucini (OFMCap), ramură autonomă a franciscanilor.

## Nașteri
- 19 septembrie: Sehzade Bayazid, fiul sultanului Suleyman Magnificul (d. 1561)

- Pieter Bruegel cel Bătrân, pictor flamand (d. 1569)

## Decese
- 28 februarie: Cuauhtémoc (Guatemoc), 29 ani, conducător aztec (n. 1485)
- 5 mai: Friedrich al III-lea, Elector de Saxonia, 62 ani (n. 1463)